# Коньерс, Джон
Джо́н Дже́ймс Ко́ньерс (англ. John James Conyers; 16 мая 1929, Хайленд-Парк, штат Мичиган, США — 27 октября 2019) — американский политик, член Палаты представителей Конгресса США от 13-го избирательного округа Мичигана. Член Демократической партии США.
В Палате представителей с 1963 года, переизбирался 26 раз, в общей сложности работает в Конгрессе уже более 50-ти лет. По длительности срока занятия должности является первым среди конгрессменов текущего состава, третьим за историю палаты и седьмым за всю историю Конгресса. За это имеет символическое звание старейшины Палаты представителей США.
В ноябре 2017 года стало известно, что Коньерс не будет избираться на новый срок в 2018 году.

## Биография
Джон Коньерс родился 16 мая 1929 года в Хайленд-Парке штата Мичиган. Окончил Северо-западную среднюю школу в Детройте. В 1948—1950 годах служил в Национальной гвардии штата Мичиган, в 1950—1954 — в Армии США, в 1954—1957 — в Резерве Армии США. Участвовал в Корейской войне в качестве офицера Инженерных войск США, был удостоен наград.
Вернулся в Детройт и учился в Университете Уэйна, где в 1957 году получил степень бакалавра гуманитарных наук, а спустя год — степень доктора права. В 1958—1961 годах — помощник конгрессмена Джона Дингелла-младшего.
7 октября 1963 года принимал участие в проходившей в Сельме кампании за регистрацию избирателей-негров, начатой Мартином Л. Кингом в рамках Движения за гражданские права чернокожих в США, получившей название День свободы.
В 1964 году был избран в Палату представителей Конгресса США по первому избирательному округу Мичигана, переизбирался от него 13 раз до 1990 года, когда округ был ликвидирован. В 1992 году избирался снова от четырнадцатого избирательного округа Мичигана, в 2013 году — от тринадцатого избирательного округа.

## Выборы мэра Детройта
Дважды, в 1989 и 1993 годах, участвовал в выборах мэра Детройта. Оба раза проигрывал занимая на выборах второе и третье место. На обоих выборах побеждал действовавший на тот момент уже пятый срок мэр Колеман Янг.
Несмотря на падение личного рейтинга и экономики Дейтройта Янг решил в очередной раз участвовать в выборах. На праймериз в сентябре, Коньерс победил с 51 % голосов. Однако в ноябре другой кандидат, бухгалтер Том Бэрроу, вырвался вперёд с 24 % голосов, в то время, как Коньерс получил только 14 %. В свою очередь Янг сумел опередить своего соперника с 56 % голосов и снова стал мэром.
В июне 1993 года Янг, ссылаясь на возраст и состояние здоровья, объявил, что собирается уйти в отставку и не будет выдвигать свою кандидатуру на должность мэра Дейтройта в шестой раз, хотя многие полагали, что он опасается падения своего рейтинга. В феврале 1993 года газета The Detroit News провела опрос общественного мнения, который показал, что 81 % выступает за отставку Янга. Коньерс был одним из 23 кандидатов, которые были допущены к выборам. 51-летний отставной судья Верховного судя штата Мичиган Дэнис Арчер был впереди всех с самого начала, сумев собрать 1,6 миллионов долларов. Он выиграл праймериз в сентябре, получил поддержку в 54 % голосов. В свою очередь Коньерс занял лишь четвёртое место.
 В ноябре Арчер победил на выборах и стал мэром Детройта.

## Член Палаты представителей США

### Выборы

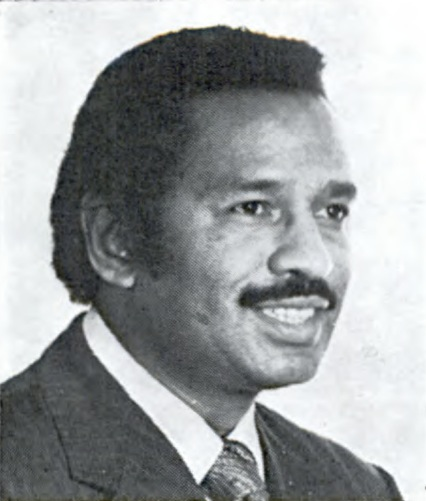
Конгрессмен Джон Коньерс в 1977 году.

В 1964 году Коньерс выдвигал свою кандидатуру в Палату представителей по 1-му округу штата Мичиган и набрал 84 % голосов, нанеся поражение республиканцу Роберту Блэквеллу. В будущем он переизбирался в этом же округе тринадцать раз с теми же показателями. После переписи населения США 1990 года потерял свой конгрессный избирательный округ и Коньерс стал выдвигаться от 14-го конгрессного округа штата Мичиган. В 1992 году он в пятнадцатый раз за всё время выиграл выборы набрал 82 % голосов, опередив своего соперника — республиканца Джона Гордона. После этого он переизбирался ещё девять раз. Самой худшей избирательной кампаний стал только 2010 год, когда Коньерс в очередной раз победил, набрав 77 % голосов, опередив республиканца Дона Украинца.
В общей сложности, он выиграл выборы в Палату представителей двадцать пять раз, и сейчас его двадцать шестой срок. По длительности срока занятия должности является первым среди конгрессменов текущего состава, третьим за историю палаты и седьмым за всю историю Конгресса. За это имеет символическое звание старейшины Палаты представителей США. Также он является последним членом поколения Демократической партии США 1964 года, кто до сих пор находится в Палате представителей.
В 2014 году клерк округа Уэйн штата Мичиган Кэти Гарретт заявила, что Коньерс не предоставил достаточного количества подписей для участия в избирательной кампании 2014 года. Двое сборщиков подписей Коньерса были официально зарегистрированы в своём качестве согласно законодательству штата Мичиган. Однако 23 мая федеральный окружной судья Мэтью Лейтман постановил, что закон штата Мичиган является неконституционным, подобно тому как это же в 2008 году установил в отношении похожего закона штата Огайо Федеральный апелляционный суд. Государственный секретариат штата Мичиган объявил, что не будет обжаловать это решение.

### Политическая деятельность
Один из тринадцати основателей в 1969 году общества «Чернокожие конгрессмены».
В 1971 году наряду с ещё двадцатью лицами был включён в «Список врагов Никсона» под номером 13. Критиковал Никсона весь срок его президентства, а в июле 1974 года голосовал за импичмент Никсона Он писал в то время:

Мой анализ доказательств ясно показывает, что администрация настолько захвачена своей собственной военной политикой и желанием остаться на своём посту, что она ввязалась в почти бесконечную серию планов по шпионажу, кражам со взломом и прослушиванию телефонных разговоров внутри этой страны и против своих собственных граждан, и не имеет прецедентов в американской истории.
По выражению главного советника президента США он приблизился очень быстро, чтобы стать «ведущим представителем чернокожих против Никсона».
Журналом National Journal находящийся на левом фланге Демократической партии Коньерс, наряду с рядом других конгрессменов, был признан наиболее либеральным членом Конгресса на протяжении многих лет. Икона Движения за гражданские права чернокожих в США Роза Паркс служила в штате Коньерса в период 1965—1988 годов.
После убийства в 1968 году Мартина Лютера Кинга Конайерс внес законопроект в Конгресс, чтобы сделать день рождения Кинга национальным праздником, и сейчас он отмечается как День Мартина Лютера Кинга.
С 1989 года Коньерс продвигает законопроект о создании комиссии по исследованию истории рабства и его последствий нынешней Америки и выработки рекомендаций о том, как исправить эти последствия.
В 2004 году принял участие в документальном фильме «Фаренгейт 9/11», где заявил, что члены Конгресса не читают большинство законопроектов. В 2009 году, при обсуждения законопроекта о здравоохранении, саркастически отнёсся к чтению членами палаты этого тысячестраничного документа; в числе 93 членов палаты подписал обязательство прочитать законопроект до голосования по нему.
В 2005 году Коньерс в числе 89 членов Конгресса США подписал открытое письмо в Белый дом об истребовании так называемого Меморандума Даунинг-стрит, который содержит тайное соглашение между США и Англией перед нападением на Ирак в 2002 году. В 2006 году выпустил ещё один доклад о случаях обмана, манипуляций, пыток (в частности, пыток в тюрьме Абу-Грейб) и сокрытия информации США в иракской войне, об искажении администрацией Буша данных разведки для обоснования вторжения. Доклад вызвал критику президентом Бушем и вице-президентом Диком Чейни. При этом, Коньерс не поддержал попытку импичмента президента Буша. В 2009 году выпустил 486-страничный доклад с подробным изложением предполагаемых злоупотреблений властью, которые произошли за время правления администрации Буша.
В мае 2005 года Коньерс выпустил доклад о нарушениях допущенных в штате Огайо в ходе президентских выборов 2004 года. Был одним из 31 члена палаты, выступавших за то, чтобы не учитывать голоса выборщиков из штата Огайо при определении результатов выборов.
Также в 2005 году на фоне антиисламских выступлений Коньерс выступил с осуждением религиозной нетерпимости, подчёркивая, что ислам нуждается в особой защите и что оскорбление Корана, ислама или любой религии в любой форме или любым способом никогда не должно быть официальной политикой США, призывал власти к работе по предотвращению преступлений на почве предубеждений в отношении всех лиц, в том числе исламской веры.
В 2010 году в ходе слушаний, связанных с Wikileaks, Коньерс выступил категорически против уголовного преследования Джулиана Ассанджа.
5 декабря 2017 года объявил о досрочном уходе в отставку из-за обвинений в сексуальных домогательствах, поступивших от бывших сотрудниц аппарата Конгресса, но свою вину не признал и пообещал содействие своему сыну, Джону Коньерсу III, в избрании на освободившееся место. Несколькими днями ранее лидер демократов в Палате представителей Нэнси Пелоси публично призвала Коньерса уйти из политики.
В 2017 году Кэтрин Бигелоу выпустила фильм «Детройт» посвящённый бунту в городе в 1967 году. В фильме появляется персонаж Джона Коньерса.

## Смерть
27 октября 2019 года скончался в своём доме в Детройте в возрасте 90 лет. 4 ноября состоялись его похороны в детройтском храме Великой Благодати. На церемонии присутствовали, в частности, 42-й президент США Билл Клинтон и 49-й губернатор Мичигана Гретхен Уитмер